# 에밀리오 사히 리냔
에밀리오 "에밀리" 사히 리냔(스페인어: Emilio "Emili" Sagi Liñán; 1900년 3월 15일, 부에노스 아이레스 ~ 1951년 5월 25일, 카탈루냐 주 바르셀로나)는 스페인의 축구 선수로, 1920년대에서 1930년대까지 이어진 현역 시절에 바르셀로나, 카탈루냐 대표팀, 그리고 스페인 국가대표팀에서 좌측 공격수로 활약했다. 그는 카탈루냐의 바리톤 가수인 에밀리오 사히 바르바와 무용가 콘셉시온 리냔 펠레그리의 아들로, 그에 따라 그는 부친의 전체 성을 따 사히-바르바(스페인어: Sagi-Barba)라고 불리기도 했다.
현역 시절, 그는 바르셀로나의 455번의 경기에 출전해 134골을 기록했고, 파울리노 알칸타라와 위협적인 공격진을 구축했다. 주제프 사미티에르, 리카르도 사모라, 펠릭스 세수마가, 그리고 나중에 합류한 플러트코 페렌츠와 함께 잭 그린웰 감독 지도 하의 바르셀로나 첫 황금기를 보냈다.
그의 동생 루이스 사히 벨라는 그의 부친의 가업을 이어 성공적인 바리톤 가수가 되었다. 그의 아들 빅토르 사히는 스페인에서 손꼽히는 광고 대행사를 운영했고, 1978년에 바르셀로나 회장에 출마했으나, 선거 이전에 기권했다.

## 유년 시절
사히-바르바는 아르헨티나 부에노스 아이레스의 볼리바르 구 출신으로, 부친은 정기적으로 일주를 떠나 공연을 했는데, 그가 3살이 되던 해에 카탈루냐에 복귀했다. 그는 콘달과 보나노바 고등학교를 다녔고, 살바도르 달리와 주제프 사미티에르와 가깝게 지냈다. 카다케스의 카탈루냐 숙소에서 휴일을 보내면서, 셋은 같이 축구를 했다. 그는 학창 시절에 카탈로니아 유소년부에서도 활약했는데, 이후 1915년에 바르셀로나에 입단했다.

## 바르셀로나

1928년의 바르셀로나 선수단

1917년, 17세의 사히-바르바는 바르셀로나 1군 신고식을 치렀고, 1918-19 시즌에는 소속 구단이 카탈루냐 선수권 대회를 우승하도록 거들었다. 1919년, 그는 바르셀로나를 떠나 테라사에서 학업을 이어나갔다. 가정을 꾸린 후, 그는 잠깐 은퇴를 선언했다. 그러나, 1922년, 그는 바르셀로나에 재입단하여 10차례 카탈루냐 선수권 대회와 4차례 코파 델 레이 그리고 초대 라 리가 우승의 위업을 이루었다.

## 국가대표팀 경력
1922년과 1936년 사이, 그는 카탈루냐 대표팀 경기에 최소 15경기를 뛰어 최소 5골을 기록했다. 그러나, 당시 기록은 정확한 통계가 없기 때문에 더 많은 경기를 뛰었을 것으로 추측된다. 그는 파울리노 알칸타라, 주제프 사미티에르, 그리고 리카르도 사모라와 함께 카탈루냐 대표팀이 지역간 대회 우승을 거둘 수 있도록 도왔다. 카탈루냐 대표팀은 1920년대에 아스투리아스공 대회(Copa Princep de Asturies)에서 3차례 우승을 거두었다. 그는 1924년, 4-4로 비긴 카스티야와의 결승전에서 득점을 올렸고, 이후 재경기에서 3-2 승리를 도왔다. 그는 스페인 국가대표팀 경기도 한 번 뛰었는데, 1926년에 4-2로 이긴 헝가리와의 경기가 그가 출전한 경기였다.

## 수상

### 클럽
바르셀로나
- 라 리가: 1929
- 코파 델 레이: 1922, 1925, 1926, 1928
- 카탈루냐 선수권 대회: 1918–19, 1921–22, 1923–24, 1924–25, 1925–26, 1926–27, 1927–28, 1929–30, 1930–31, 1931–32

### 국가대표팀
카탈루냐
- 아스투리아스공 대회: 1922, 1924, 1926

## 같이 보기
- 해외 출신 스페인 축구 국가대표팀 선수 목록